# Josef Barth (Politiker, 1869)
Josef Barth (geboren 6. August 1869 in Neuwelt (Harrachsdorf), Österreich-Ungarn; gestorben 19. Mai 1910 in Gablonz an der Neiße) war ein österreichischer Gewerkschafter und Politiker. 

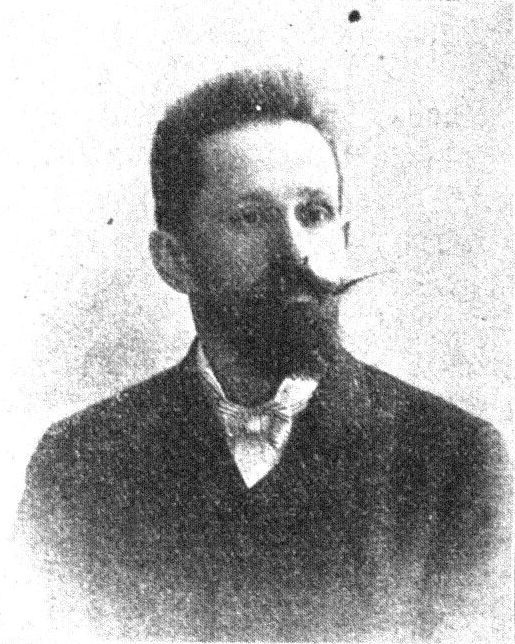
Josef Barth (1907)

## Leben
Josef Barth war ein Sohn des Glasschleifers Friedrich Barth. Er heiratete 1895 Adelheid Donth, mit der er vier gemeinsame Kinder hatte. In zweiter Ehe war er ab 1909 mit Anna Dubák verheiratet. Barth erlernte das Glasschleiferhandwerk und arbeitete in Neuwelt und in Dessendorf. Er engagierte sich gewerkschaftlich und begann sich für die Sozialdemokratie zu engagieren. Im Jahr 1895 gründete er die Zeitung Der Gebirgsbote in Gablonz. Er war Redakteur der sozialdemokratischen Zeitschrift Die Arbeit in Gablonz und Mitarbeiter des Freigeist in Reichenberg. Barth war Obmann der Bezirkskrankenkasse Gablonz. Ab 1908 war er Vorstandsmitglied der „Gewerkschaft der österreichischen Glasarbeiter“.
Barth wurde bei der Reichsratswahl 1907 für die Sozialdemokratische Arbeiterpartei im Wahlbezirk Gablonz  in das  Abgeordnetenhaus des Österreichischen Reichsrates gewählt. Barth starb wenig später an Tuberkulose. 